# 페름어군
페름어군(Permic, Permian)는 우랄어족에 속하는 어파로, 우랄 산맥의 서쪽 지역에서 페름인들에 의해 사용된다.

## 언어
- 우드무르트어
- 코미어
  - 코미지리안어
  - 코미페르먀크어
  - 코미야즈바어

## 같이 보기
- 고대 페름 문자